# Fernando Elías Calles Álvarez
Fernando Elías Calles Álvarez (15 de junio de 1939a 9 de octubre de 2021) fue un político y funcionario público mexicano.
Hijo de Alfredo Elías Calles Chacón y nieto de Plutarco Elías Calles, Fernando Elías Calles Álvarez ocupó varios cargos en la Secretaría de Educación Pública y en el Partido Revolucionario Institucional, además de haber sido Subsecretario de Gobernación, director del Colegio Nacional de Educación Profesional (Conalep) (1982-1983) y director general de la Comisión Nacional de Libros de Texto Gratuitos (Conaliteg) (1991-1994).